# Famille von Hanstein
Pour les articles homonymes, voir Hanstein.
La famille von Hanstein est une ancienne famille noble d'Eichsfeld. Plus tard, les seigneurs von Hanstein acquièrent également des propriétés et une certaine renommée en Hesse, en Thuringe et en Poméranie. Des branches de la famille existent encore aujourd'hui.

## Histoire

### Origine

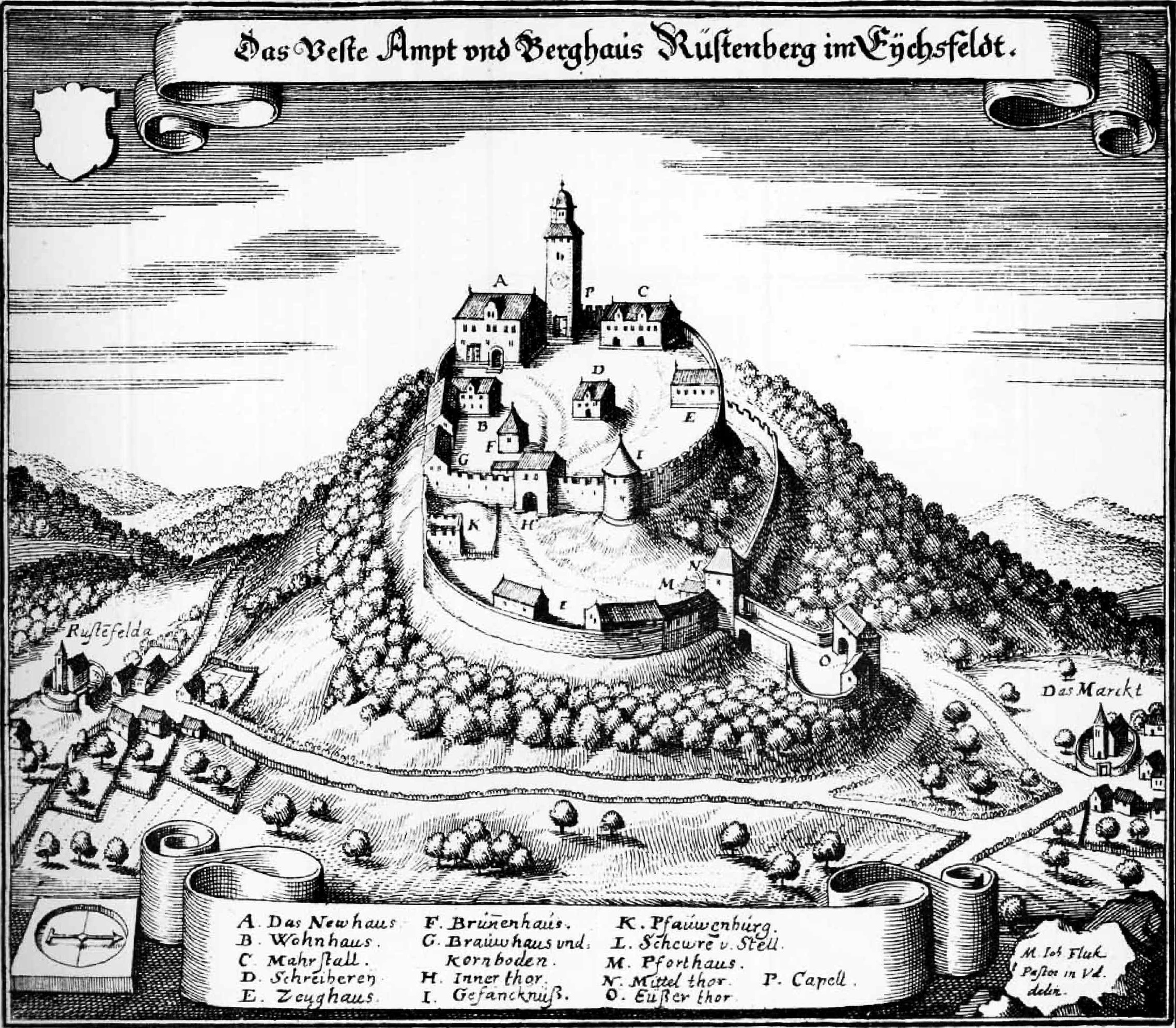
À Rusteberg, des membres de la famille occupent à l'origine la charge de vidame des archevêques de Mayence.

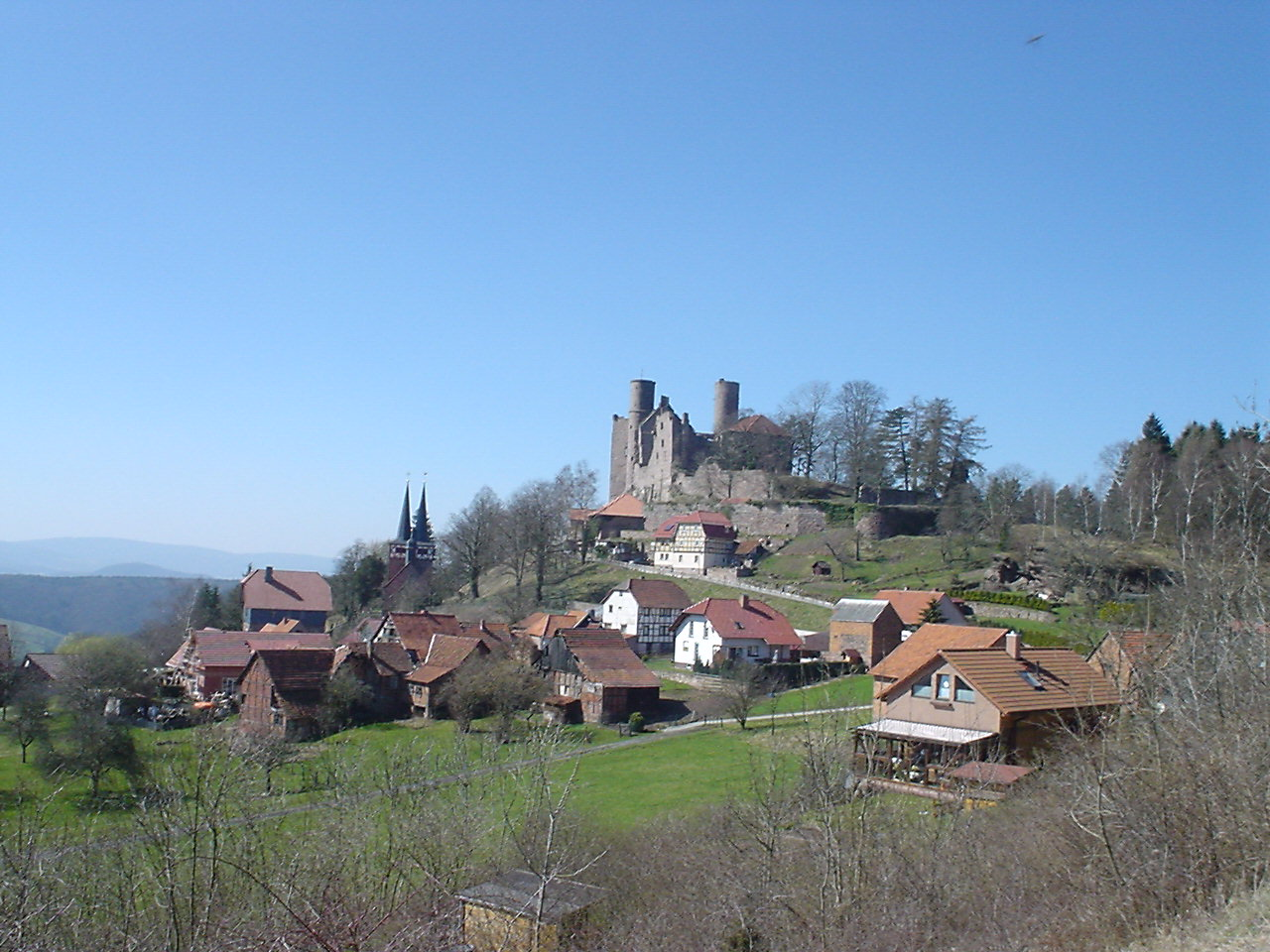
Château d'Hanstein, siège de la famille qui lui donne son nom

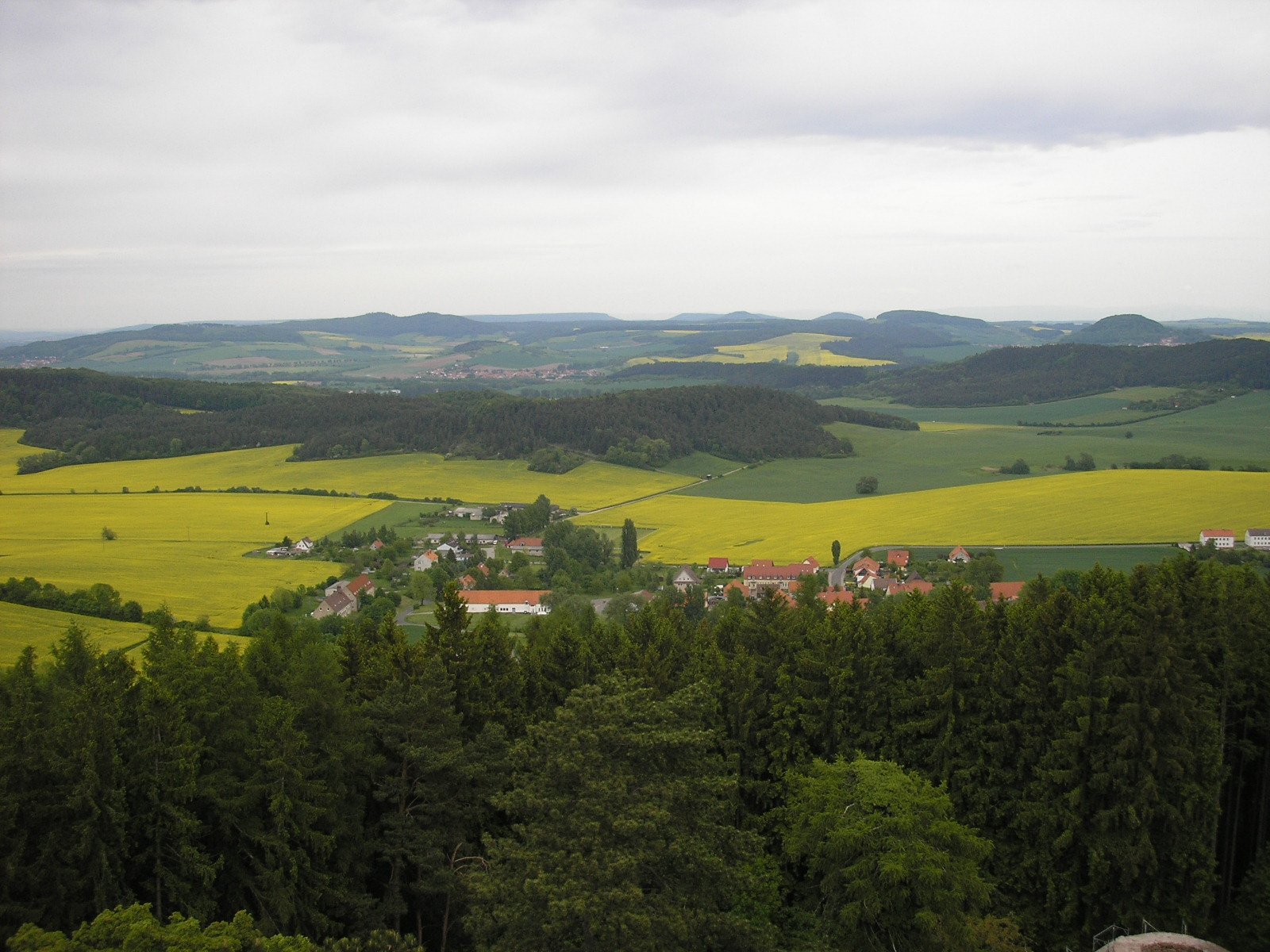
Vue depuis le château d'Hanstein sur Bornhagen jusqu'à la haute vallée de la Leine

La famille est mentionnée pour la première fois en 1122 avec « Lamberdus vicedominus » à Rusteberg (de) comme témoin dans un document de l'archevêque de Mayence pour l'abbaye d'Hasungen. Un autre membre précoce de la famille est « Theodorico vicedomino » à Apolda, ministériel de l'archevêque de Mayence, qui apparaît dans des documents en 1171. Il y est mentionné comme le fils de « Heidenrico vicedomino » à Rusteberec et le frère de « Helmwico ». Un Helwig (vidame de 1196 à 1203 sur le Rusteberg) vend le « vieux château » près d'Heiligenstadt à l'abbaye Saint-Catherine d'Eisenach (de), quelques biens à Geisleden et la moitié d'une Hufe et une ferme à Uder, l'abbesse Adelheid les revend à nouveau au vidame d'Heidenreich en 1241. Le 31 décembre 1235 et le 1er janvier 1236 à Hasungen, « Theodericus vicedominus de Rustberge » et « Heithenricus de Hanenstenge », frère de « Geismar », apparaissent dans des documents. La lignée familiale commence avec « Heithenricus », qui est le premier à se nommer von Hanstein
Le château d'Hanstein, la maison ancestrale de la famille du même nom, est situé près de Bornhagen, dans l'actuel arrondissement thuringeois d'Eichsfeld. Le château appartient à l'origine aux comtes de Northeim (de). En 1209, il revient aux archevêques de Mayence, qui le cèdent en 1308 aux petits-fils d'Heithenricus, Henri l'Ancien et Lippold, avec tous ses déprendances, comme fief
Il n'est pas clair si les seigneurs d'Hanstein et Bodenhausen sont liés à la famille noble de Hesse rhénane de Saulheim (de). Les trois familles nobles utilisent les mêmes armoiries et sont au XIIe siècle serviteurs ou ministres centenaires des archevêques de Mayence, les Hanstein au château de Rusteberg (de), les Bodenstein au château de Bodenhausen (de) et les Saulheim dans la région du Rhin.

### Expansion et lignées
Heinrich meurt sans descendance, mais Lippold peut continuer la lignée. Ses petits-enfants, Lippold le Jeune et Dittmar, deviennent les fondateurs des deux lignées principales de la famille, la lignée Lippold ou de Besenhausen, du nom du domaine du même nom près de Friedland, et la lignée Dittmar ou d'Ershausen, du nom de l'actuelle localité de Schimberg
La lignée Lippold est divisée en une branche ainée et une branche cadette. Caspar (mort en 1603), fils de Lippold et descendant de la 6e génération de Lippold, fondateur de cette lignée, est surveillant principal dans le comté d'Henneberg et fonde la branche ainée. Un autre fils de Lippold, Melchior, devient le fondateur de la branche cadette. La lignée Dittmar forme également deux branches, dirigées par les fils de Heinrich von Hanstein, descendant de Dittmar à la quatrième génération. La première branche est divisée en deux par les fils de Georg Thilo von Hanstein (mort en 1632), Jobst Dietrich et Georg Burchard. Les arrière-petits-fils de Georg Burchard von Hanstein, Otto, Werner et Heinrich von Hanstein, divisent ensuite la deuxième branche en trois autres.
Vers le milieu du CVIe siècle, les membres de la famille ont quitté le château d'Hanstein et se sont installés dans ses environs. C'est ainsi que sont créés les sièges nobiliaires et les domaines de chevaliers de Bornhagen, Ober- et Unterstein et Besenhausen (de) (avant 1307-1896), les domaines de Wahlhausen et Werleshausen an der Werra, Rothenbach et les possessions plus éloignées d'Ershausen et Wiesenfeld. Plus tard, des biens immobiliers ont pu également être acquis dans les duchés de Saxe-Weimar (château d'Oberellen (de)) et de Saxe-Meiningen (Henfstädt) et dans la principauté d'Anhalt, comme le domaine d'Einberg (Rödental) en 1620. Plus récemment, des membres de la famille possèdent des biens en Poméranie dans l'arrondissement de Stolp et en Prusse-Orientale. Dans le royaume de Hanovre, ils font partie de la noblesse locale du pays de Göttingen car ils possèdent un domaine à Friedland
Au XVIIIe siècle déjà, les seigneurs von Hanstein font partie de la chevalerie impériale du cercle de chevalerie du Rhin (de). Entre la fin du XVIIe et le début du XVIIIe siècle, ils sont également immatriculés dans le cercle de chevalerie de Franconie du canton de chevalerie de Rhön-Werra

### Élévations à la noblesse
- Élévation au grade de baron impérial le 10 juillet 1706 à Vienne pour Johann von Hanstein, adjudant général des États généraux des Pays-Bas Unis.
- Élévation au rang de comte pour Alexander von Hanstein en 1826.
- Statut de baron prussien le 31 janvier 1840 à Berlin pour Karl von Hanstein, ministre d'État électoral de Hesse et propriétaire foncier d'Unterstein et de Bornhagen.
- Statut de baron prussien (ad personam/uniquement pour sa propre personne) le 25 septembre 1843 pour le premier lieutenant royal prussien Adalbert von Hanstein.
- Reconnaissance du statut de baron de Saxe-Meiningen le 16 février 1891 à Meiningen pour Albert von Hanstein, propriétaire foncier d'Henfstädt .
- Droit de présentation à la chambre des seigneurs de Prusse du 10 juin 1908[9]

### Comte von Pölzig
La lignée fondée par Alexander von Hanstein (1804-1884) de Cobourg, qui est comte depuis 1826, expire en 1903. Alexandre est l'écuyer du duc Ernest Ier de Saxe-Cobourg-Saalfeld et a une liaison avec Louise de Saxe-Gotha-Altenbourg, la jeune épouse du duc Ernest. Après que cela soit devenu connu, Louise doit quitter le duché en 1824 et reçoit la principauté de Lichtenberg. Alexander la suit. Après la mort du duc Frédéric IV, Louise devient l'unique héritière de la maison de Saxe-Gotha-Altenbourg, mais renonce à ses prétentions et est nommée princesse de Lichtenberg. Le 31 mars 1826, elle divorce du duc Ernest. Afin de créer les conditions statutaires d'un mariage avec Luise, Alexandre est élevé au rang de comte par le duc Frédéric de Saxe-Altenbourg le 19 juillet 1826. Le petit comté de Pölzig et Beiersdorf, situé entre Gera et Altenbourg lui est attribué. En échange du comté et du titre de comte, il doit céder ses propres domaines au duc Ernest. Le mariage entre Alexander comte von Pölzig et Louise duchesse de Saxe-Gotha-Altenbourg, célébré le 18 octobre 1826 à Saint-Wendel, reste sans enfant. Après la mort de Louise (le 30 août 1831), la principauté revient au duc Ernest et Alexander épouse Marie-Thérèse von Carlowitz, 21 ans, de Greiz, le 18 avril 1833. Le mariage donne naissance à deux filles et un fils.

### Une ligne «légitime»
Selon la tradition, il existe également un lien avec une lignée qui porte depuis plusieurs générations les armoiries de l'ancienne noblesse du même nom. L'ancêtre de cette branche, Franz Hanstein (mort en 1637), est fonctionnaire au bureau du moulin de Brunswick et serait le fils de Kurt von Hanstein (mort en 1599) à Witzenhausen et Frielingen. Une reconnaissance de la noblesse prussienne par le plus haut ordre du cabinet sous le nom de von Hanstein a lieu le 12 février 1855 à Berlin pour le major prussien Emil Hanstein. Son frère Hermann Hanstein, curé de la Maison des Invalides de Berlin, né le 26 février 1870 à Berlin, son frère Johannes Hanstein, professeur d'université, né le 18 mai 1881 à Berlin, son frère Ludwig Hanstein, curé de la Maison des Invalides de Berlin, le 13 août 1880 à Babelsberg et son frère Wolfgang Hanstein, pasteur principal et surintendant, ainsi que sa sœur Emilie Hanstein sont reconnus nobles le 18 mai 1881

## Possessions

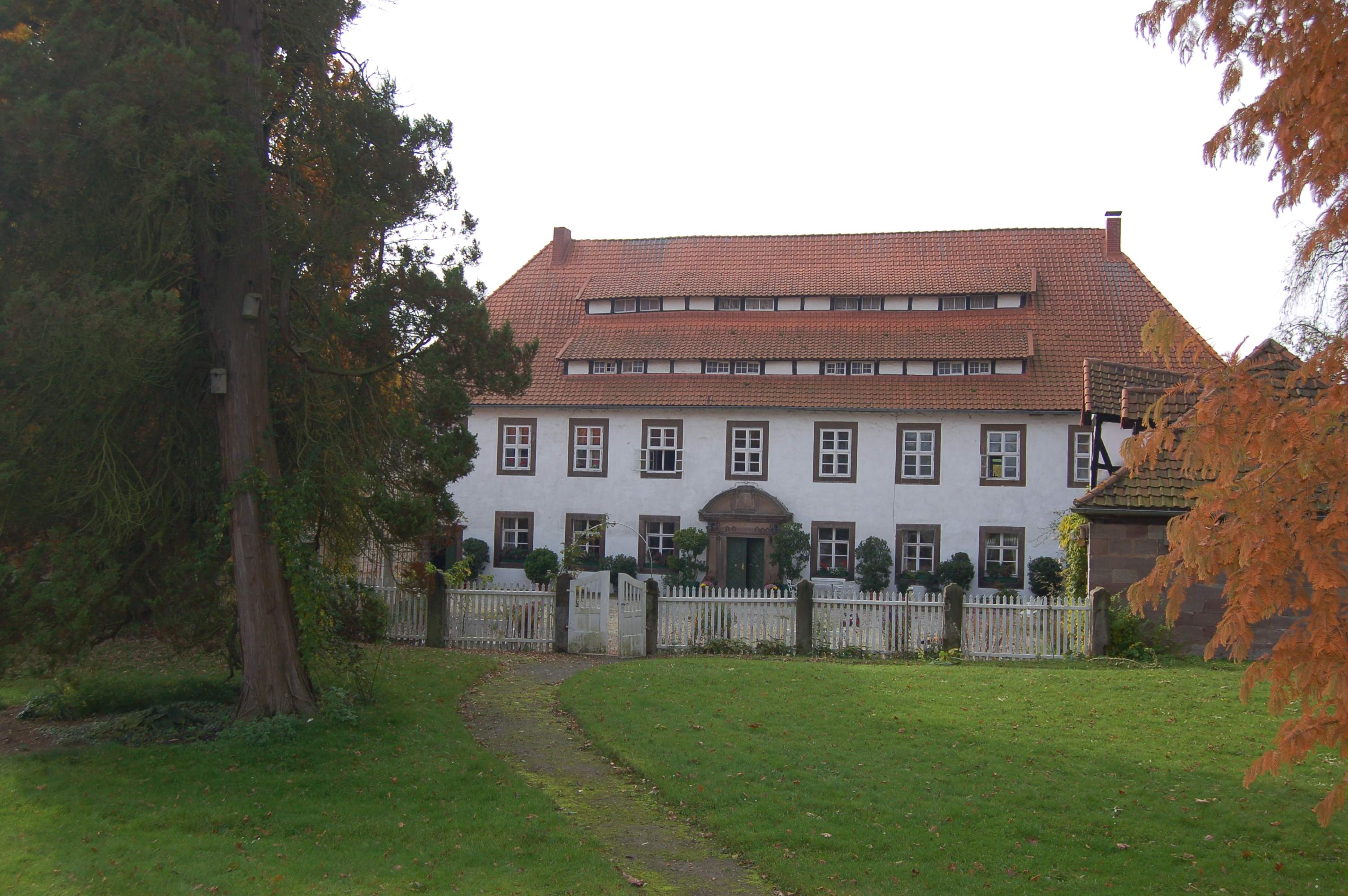
Le (propriété familiale depuis 1362)

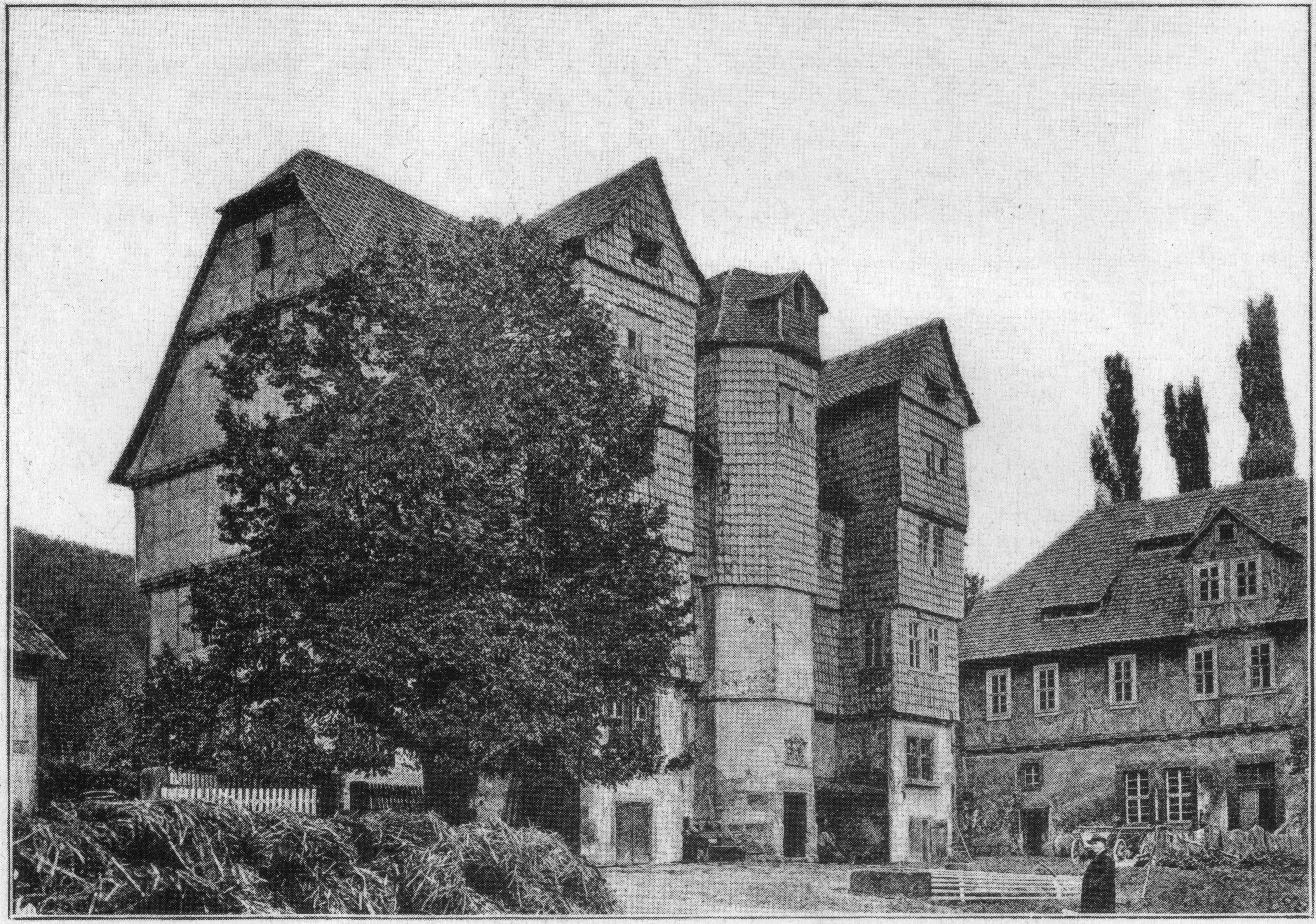
Le manoir d'Oberstein vers 1904

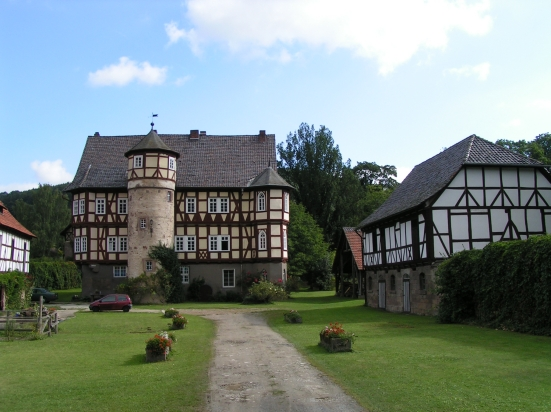
Le, reconstruit en 1556 par les seigneurs von Hanstein après un incendie

Avec la perte de la fonction défensive du château d'Hanstein à la fin du Moyen Âge et les conditions de vie exiguës de la famille von Hanstein, le château est démoli au début du XVIe siècle et les différentes lignées s'installent dans des domaines déjà existants dans certains villages ou construisent de nouveaux manoirs et maisons de maître. Voici une liste des manoirs et des domaines des von Hanstein dans l'Eichsfeld :
- Besenhausen (de) (1362-aujourd'hui)
- ancien domaine de l'abbaye de Beuren (de) (1808-)
- Bornhagen (7 sièges nobles) : (Bornhof, Junkerhof, deux fermes de Koburg, Ratshof, Steinscher Hof, Unterhof)
- Dietzenrode (1366 à 1814)
- Ershausen Oberhof et Unterhof (1476-)
- Fretterode (1364-1814)
- Geismar (1380-1814)
- Großtöpfer
- Hohengandern (1486-)
- Lenterode
- Lindewerra
- Oberstein et Unterstein (1373-1945)
- Rothenbach (1362-1945)
- Rumerode (1306-)
- Ode d'infiltration
- Wahlhausen (3 domaines) : (1291), Unterhof jusqu'en 1945, Oberhof
- Werleshausen (de)
- Wiesenfeld (1380-1818)

## Armes

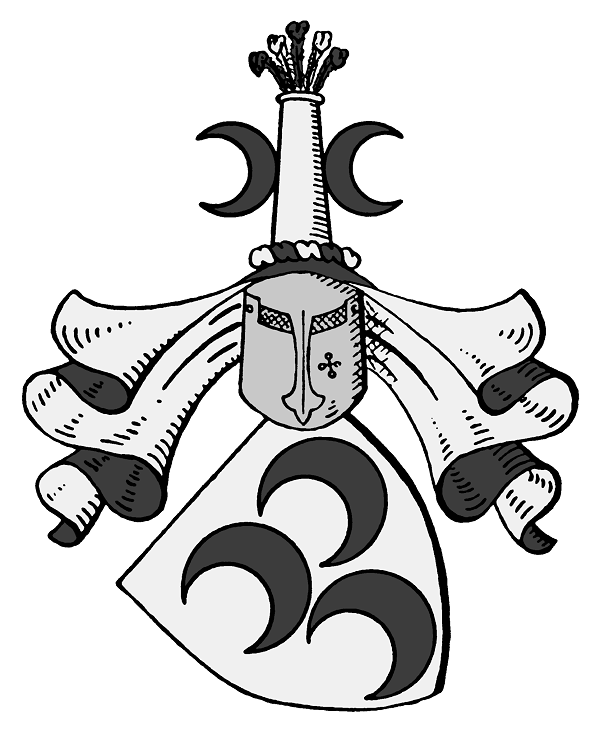
Armoiries de la famille von Hanstein

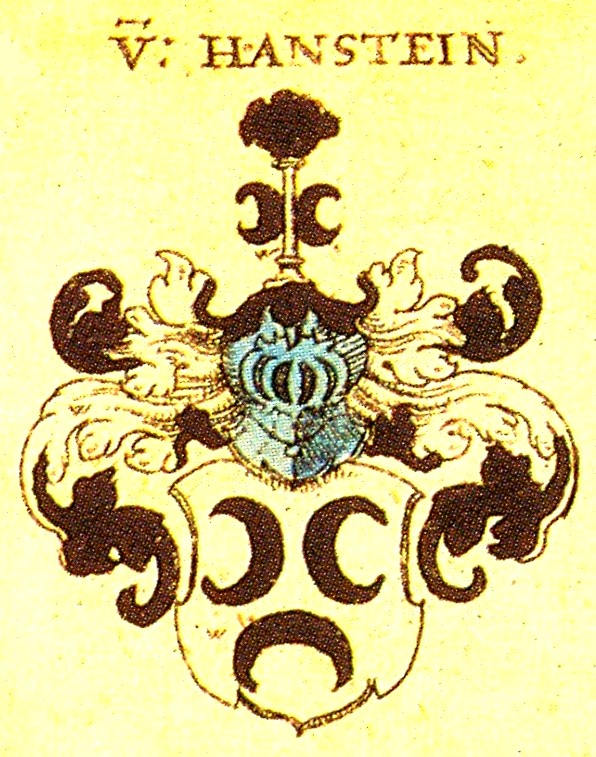
Armoiries dans le livre des armoiries de Siebmacher 1605

### Armoiries familiales
Blason des armoiries familiales : Trois (2:1) croissants de lune noirs croissants en argent. Sur le casque en pot perlé argent-noir (sur un bouclier penché) avec des lambrequins noir-argent, une colonne croissante, conique, argentée décorée au sommet de trois plumes de coq noires et deux argentées, décorée sur le côté d'une cire et croissant de lune noir décroissant.
Pour les armoiries du livre des armoiries de Siebmacher de 1605, le blason se lit comme suit : « En argent trois (2/1) croissants de lune noirs, croissants, décroissants et flottants. Sur le casque bleu faisant face avec des couvertures noires et argentées se trouve une colonne ronde en argent avec une perle de base ornée de cinq plumes noires au sommet, décorée sur le côté d'un croissant de lune noir croissant et décroissant.
En raison de la similitude des armoiries, une relation tribale avec les von Bodenhausen de Bodenhausen, près de Göttingen, est probable.

### Armoiries locales et municipales
Des éléments des armoiries de la famille Hanstein, les trois croissants de lune, apparaissent encore aujourd'hui dans certaines armoiries communales de Thuringe et de Franconie.

## Personnalités
- Helwig (1139), bailli de la ville d'Heiligenstadt (probablement de la lignée des von Hanstein)[13]
- Henri Ier de Rusteberg (de) (1200–1257), évêque d'Hildesheim[14]
- Lupold von Hanstein (1240–1316), prévôt de Nörten (de)[15]
- Burghard von Hanstein (1500–1585), prévôt du couvent Saint-Martin à Heiligenstadt, promoteur de la Réforme[15]
- Ludwig von Hanstein, abbé du monastère de Helmershausen (1510) et d'Hersfeld (1515)[16]
- Anna von Hanstein (morte en 1575), abbesse de l'abbaye d'Anrode (de) (1556–1575)[15]
- Conrad von Hanstein (de) (mort en 1553), officier impérial dont le magnifique monument funéraire se trouve dans l'église Sainte-Catherine d'Oppenheim (de).
- Ernst Friedrich Carl von Hanstein (de) (1735–1802), lieutenant-général prussien
- Carl Philipp Emil von Hanstein (de) (1772–1861), président du gouvernement et ministre de l'Intérieur de Hesse
- August von Hanstein-Knorr (de) (1803–1878), conseiller d'État hessois
- Alexander von Hanstein (1804–1884), à partir de 1826 comte von Pölzig und Beyersdorf, époux de Louise de Saxe-Gotha-Altenbourg
- Edmund von Hanstein (de) (1808–1887), lieutenant-général prussien
- Hermann von Hanstein (de) (1809–1878), peintre à Berlin et Düsseldorf, frère de Johannes von Hanstein[17]
- Karl von Hanstein (de) (1809–1877), major général prussien
- Reinhold Lebrecht Moritz von Hanstein (de) (1819–1876), major général prussien
- Johannes von Hanstein (de) (1822–1880), botaniste
- Sittig von Hanstein (de) (1837–1904), administrateur de l'arrondissement d'Heiligenstadt (de) et député de la Chambre des seigneurs de Prusse
- Johannes Emil Werner Karl von Hanstein (1841–1898), major général prussien
- Karl von Hanstein (1845–1919), lieutenant-général prussien
- Max von Hanstein (1850–1931), lieutenant-général prussien
- Peter Hanstein (1853–1925), fondateur de la maison de vente aux enchères d'art Lempertz (de)
- Thilo von Hanstein (de) (1857–1922), lieutenant-général prussien
- Friedrich Bernhard Moritz von Hanstein (1858–1936), major général prussien
- Adalbert von Hanstein (de) (1861–1904), poète et écrivain, privat-docent à l'école supérieure technique d'Hanovre
- Otfrid von Hanstein (1869–1959), écrivain
- Hans von Hanstein (1883–1975), major général de l'infanterie, général des troupes techniques
- Wolfram von Hanstein (de) (1899–1965), écrivain, fonctionnaire politique et agent secret de la RDA en République fédérale d'Allemagne
- Fritz Huschke von Hanstein (1911–1996), sportif automobile et vice-président de la commission du sport automobile

## Tribunal noble d'Hanstein
Après que les seigneurs von Hanstein ont pris possession du château d'Hanstein, ils ne deviennent initialement propriétaires que du château et du marché associé (Rimbach) ainsi que du quartier de Bornhagen et d'une partie du Höheberg (de). Les Hanstein peuvent étendre encore leur influence jusqu'à ce que finalement, au XVIe siècle, plus de 20 villages et domaines sont inclus dans l'arrondissement judiciaire d'Hanstein : d'Arenshausen au nord-ouest, de Thalwenden au nord-est, de Wiesenfeld au sud-est et de Werleshausen au sud-ouest. D'autres lieux qui n'existent plus aujourd'hui (Schelmerode, Hottenrode, Bösenrode Friedrichshausen et autres) appartiennent également à la famille von Hanstein. Dans d'autres villages, ils possèdent des biens et des droits (par exemple à Siemerode, Ershausen, Geismar). Avec les lettres féodales de l'électorat de Mayence, ainsi que les lettres féodales de Hesse (via Wüstheuterode) et de Brunswick, la famille von Hanstein reçoit également la juridiction. Le château lui-même n'est jamais un lieu de justice, mais le village de Friedrichshausen, situé au nord-est du château, aurait abrité un ancien tribunal avant que celui-ci ne tombe en désuétude au XIVe siècle. Au XVIe siècle, Schwobfeld et Gerbershausen sont connus comme sièges de tribunaux ; le tribunal a lieu dans le centre de Gerbershausen pendant environ 200 ans avant d'être transféré à Wahlhausen en 1771. Il n'existe aucune trace écrite de l'emplacement exact du lieu d'exécution ou de la potence, mais il existe toujours une colline de potence au nord de Bornhagen. Les prisons associées sont initialement situées au château d'Hanstein, puis dans les villes judiciaires de Gerbershausen et Wahlhausen. Le tribunal général de Hanstein est subordonné au tribunal régional supérieur, qui est transféré à Heiligenstadt en 1540 et est adapté par les règlements judiciaires de l'électorat de Mayence en 1541, 1600 et 1779. La plus haute autorité est la Haute Cour de l'archevêque de Mayence.
Pour les villes de Schachtebich (jusqu'en 1734 par Bodenhausen) et de Großtöpfer (jusqu'en 1465 par Topphere, inféodé par l'électorat de Mayence en 1479) avec Lehna (1496), les von Hanstein ont des tribunaux séparés avec un lieu de juridiction et un lieu d'exécution à Großtöpfer. Le tribunal de Hanstein existe jusqu'à la conquête de la Prusse par Napoléon en 1806. En 1815, les trois tribunaux sont rétablis et regroupés pour former le tribunal patrimonial d'Hanstein. Jusqu'en 1849, le tribunal patrimonial d'Hanstein existe dans le manoir d'Oberhof à Wahlhausen, composé d'un magistrat judiciaire ou juge, d'un actuaire, de deux greffiers et commis chacun et d'un commissaire judiciaire

### Fonds d'Archives
Les archives de la famille von Hanstein à Besenhausen sont désormais gérées dans les archives d'État de Saxe-Anhalt.